# Marc Philipp Gemballa Marsien
Der Marsien ist ein Sportwagen der Marc Philipp Gemballa GmbH auf Basis des Porsche 992 Turbo S.

## Hintergrund
Marc Philipp Gemballa, der Sohn von Uwe Gemballa, der 1981 eine Tuning-Firma gründete, präsentierte im Juli 2021 als Geschäftsführer der Marc Philipp Gemballa GmbH mit dem Marsien einen auf 40 Exemplare limitierten, offroad-tauglichen Sportwagen. Öffentlichkeitspremiere hatte er einen Monat später im Rahmen der Monterey Car Week. Die Serienproduktion startete im Sommer 2024. Inspiriert ist der Wagen von der Rallye-Version des Porsche 959. Im Normalzustand hat der Marsien eine Bodenfreiheit von 12 Zentimetern, sie lässt sich aber im Offroad-Modus hydraulisch auf 25 Zentimeter erhöhen. Das Fahrwerk ist eine eigens für das Fahrzeug entwickelte Spezialanfertigung von KW Automotive. Vorne hat es eine Doppelquerlenker-, hinten eine Mehrlenkerachse.
Benannt ist das Fahrzeug in Anlehnung an rote Sandwüsten in den Vereinigten Arabischen Emiraten, in denen der Marsien als Project Sandbox getestet wurde. Das Entwicklerteam erinnerte diese Wüsten an die Oberfläche des Planeten Mars.

## Technische Daten
Angetrieben wird der Sportwagen vom aus dem 911 Turbo S bekannten 3,7-Liter-Boxermotor, der von Ruf Automobile auf 551 kW (750 PS) leistungsgesteigert wurde. Auf 100 km/h soll der Marsien in 2,6 Sekunden beschleunigen, die Höchstgeschwindigkeit wird mit 335 km/h angegeben.
|                                             | Marsien                              |
| Bauzeitraum                                 | seit 2024                            |
| Motorkenndaten                              |                                      |
| Motortyp                                    | Sechs-Zylinder-Otto-Boxermotor       |
| Motoraufladung                              | Biturbo                              |
| Hubraum                                     | 3745 cm³                             |
| max. Leistung bei min−1                     | 551 kW (750 PS) / 7000               |
| max. Drehmoment bei min−1                   | 930 Nm / 5000                        |
| Kraftübertragung                            |                                      |
| Antrieb                                     | Allradantrieb                        |
| Getriebe                                    | 8-Gang-Doppelkupplungsgetriebe (PDK) |
| Messwerte                                   |                                      |
| Höchstgeschwindigkeit                       | 335 km/h                             |
| Beschleunigung, 0–100 km/h                  | 2,6 s                                |
| Beschleunigung, 0–200 km/h                  | 7,8 s                                |
| Leergewicht                                 | 1794 kg                              |
| Tankinhalt                                  | 67 l                                 |
| Kraftstoffverbrauch auf 100 km (kombiniert) | 11,1 l Super                         |
| CO2-Emissionen (kombiniert)                 | 254 g/km                             |
| Abgasnorm                                   | Euro 6d                              |